# Acrapex malagasy
Acrapex malagasy là một loài bướm đêm trong họ Noctuidae.